# منطقه آداماوا
منطقه آداماوا (به فرانسوی: Province de l'Adamaoua) یکی از منطقه‌های کشور کامرون است.
مرکز این منطقه شهر نگائوندره∗ است.